# シカンダル・ジャー
シカンダル・ジャー（ウルドゥー語: سکندر جاہ, Sikandar Jah, 1768年11月11日 - 1829年5月21日）は、インドのデカン地方、ニザーム藩王国（ハイダラーバード藩王国）の第6代君主（ニザーム、在位：1803年 - 1829年）。アーサフ・ジャー3世（Asaf Jah III）とも呼ばれる。ハイダラーバードの双子都市シカンダラーバードは彼にちなんで名付けられた。

## 生涯
1803年8月6日、父である藩王ニザーム・アリー・ハーンの死により、藩王位を継いだ。なお、その藩王位の相続はムガル帝国の皇帝シャー・アーラム2世に公認された。
父王の死後、マラーター同盟とイギリスとの間に第二次マラーター戦争が勃発した際には後者に味方し、ベラールやアフマドナガルの領土を与えられ、藩王国の版図拡大に成功している。
その一方で、藩王国の支配・財政に重く圧しかかることになるイギリスのハイダラーバードへのさらなる駐屯を許してしまう。
ニザーム藩王国は19世紀になっても、役人や軍人への給与地制度であるジャーギール制による封建的土地所有制など中世さながらの政治が行われ、その後進性が問題視されていた。
そのため、1820年12月から赴任したイギリスの駐在官チャールズ・メトカーフが藩王国の内政改革に着手が行われ、結果的にイギリスの内政介入を許す結果となってしまった。
1829年5月21日、シカンダル・ジャーは死亡し、息子のナーシル・ウッダウラが藩王位を継承した。

## 脚注

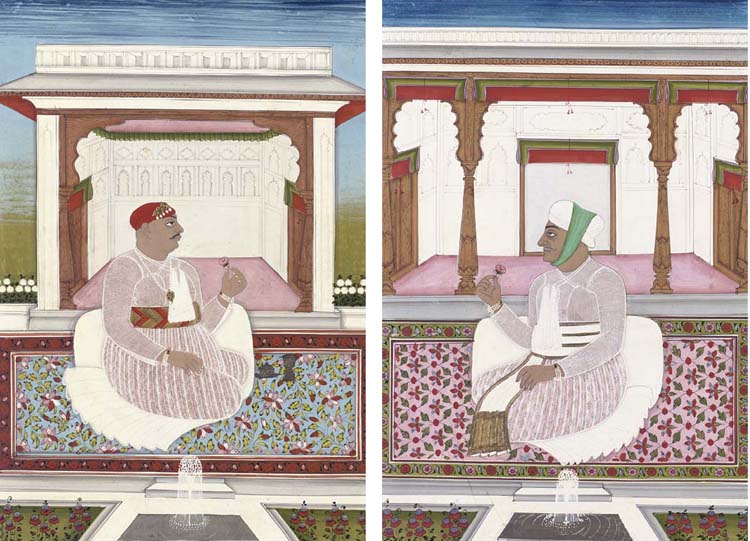
シカンダル・ジャー